# الدوري الإنجليزي لكرة القدم 1989–90
الدوري الإنجليزي لكرة القدم 1989–90 (بالإنجليزية: 1989–90 Football League)‏ هو موسم من دوري كرة القدم الإنجليزي. فاز فيه نادي ليفربول.